# Innsbrucker Zeitungsarchiv
Das Innsbrucker Zeitungsarchiv zur deutsch- und fremdsprachigen Literatur (IZA) ist eine Einrichtung des Instituts für Germanistik an der Universität Innsbruck. Ausgehend von einer Zeitungsausschnittsammlung, deren Anfänge bis in die frühen 1960er-Jahre zurückreicht, hat es sich zu einem breit angelegten Medienarchiv entwickelt und gilt seit einigen Jahren als die größte universitäre Dokumentations- und Forschungsstelle für Literaturkritik, Literaturvermittlung und Massenmedien im gesamten deutschen Sprachraum.

## Intentionen

### Dokumentation
Auf der Basis ausgewählter deutschsprachiger Printmedien (derzeit 32 Tages- und Wochenzeitungen und mehr als 40 Literatur- und Kulturzeitschriften) sowie der Hörfunk- und Fernsehprogramme der öffentlich-rechtlichen Rundfunk- und Fernsehanstalten in Deutschland, Österreich und der Schweiz beobachtet und dokumentiert das IZA die nichtwissenschaftliche, journalistische Literaturkritik und Literaturvermittlung in diesen Ländern.
Berücksichtigt und dokumentiert werden alle Zeiten, Kulturen und Sprachen:
- die deutschsprachige Literatur vom Nibelungenlied bis zur Gegenwart,
- die Kulturen der Antike ebenso wie die Literaturen Asiens, Afrikas oder Amerikas,
- Beiträge zu Fragen der deutschen Rechtschreibreform ebenso wie zu dem gesamten Gebiet der Sprachkritik. (Zu den Sammelgebieten im Einzelnen vgl. die Homepage des IZA).

Die bibliographischen Angaben zu den einzelnen Artikeln und ein Teil der Artikel selbst (die von den Zeitungsherausgebern freigegebenen) sind online über die IZA-Homepage abrufbar.
Urheberrechtlich geschützte Artikel werden den Nutzern auf Anfrage und gegen Erstattung der Kosten als Papierkopie zur Verfügung gestellt.
Die Metadaten zu den Artikeln aus deutschsprachigen Literatur- und Kulturzeitschriften und den Mitschnitten von Rundfunk- und Fernsehsendungen, vor allem zur deutschsprachigen Literatur (z. B. Hörspiele, Theateraufzeichnungen, AutorInnenporträts, literarische Talkshows etc.) werden ebenfalls über Datenbanken verwaltet und können über die Homepage des IZA eingesehen werden.
Alle Zeitschriften können im IZA eingesehen bzw. die zitierten Artikel über das IZA als Papierkopie bestellt werden.
Die Benutzung der Audio-Videothek ist aus urheberrechtlichen Gründen nur vor Ort möglich.

### Forschung
1988 wurde die Dokumentationsstelle seitens des österreichischen Ministeriums für Wissenschaft und Forschung zusätzlich mit den Aufgaben einer Forschungseinrichtung für Literaturkritik und Rezeptionsforschung betreut. (Auszug aus dem Institutsprofil): „Als besonders wichtig für die Zukunft[...]stellt sich Rezeptionsforschung dar, d. h. die kontinuierliche Beobachtung, Beschreibung und Erforschung der Vermittlungsprozesse von Literatur im multimedialen Literaturbetrieb. [...] Die traditionell von der Literaturwissenschaft wenig beachtete Gattung der Literaturkritik soll auf ihre praktischen Hintergründe hin untersucht und in ihren formalen und funktionalen Eigenarten beschrieben und dargestellt werden. Daraus ergeben sich [...] wichtige Forschungszweige wie Alltagsrezeption, Praxis der literarischen Wertung, Leseforschung oder Kanonbildung.“
Am 1. März 2007 startete das Innsbrucker Zeitungsarchiv in Zusammenarbeit mit der Abteilung für Digitalisierung und elektronische Archivierung (DEA) der Universitäts- und Landesbibliothek Tirol (ULB) das Projekt DILIMAG. Es diente der Erfassung, Beschreibung und Archivierung von deutschsprachigen digitalen Literaturmagazinen, insbesondere von jenen aus den frühen Internettagen. Konzentriert wurde sich hierbei auf digitale, d. h. reine Netzpublikationen, die über keine Printvarianten verfügen, da diese in ganz besonderer Weise drohen, in der Unübersichtlichkeit und Kurzlebigkeit des Netzes verloren zu gehen. Drei sich gegenseitig bedingende Zielsetzungen waren hierbei:
- Im wissenschaftlichen Bereich: die Analyse und Kommentierung der verschiedenen Präsentationsformen digitaler Literaturmagazine.
- Im dokumentarischen Bereich: eine möglichst umfassende Erhebung der seit der Öffnung des WWW ausschließlich im Internet erschienenen bzw. erscheinenden deutschsprachigen Literaturmagazine.
- Im technologischen Bereich: die systematische Archivierung der untersuchten Quellen in einem digitalen Repositorium.[1]

Im Dezember 2010 wurde dieses Projekt abgeschlossen und ab Juli 2011 mit dem Internet Archive eine partnerschaftliche Kooperation zum Erhalt der Sammlung an deutschsprachigen digitalen Literaturmagazinen eingegangen.

## Geschichte
Das IZA ist aus einer ursprünglich privaten Zeitungsausschnittsammlung von Michael Klein hervorgegangen, der die offizielle Einrichtung „Innsbrucker Zeitungsarchiv“ später zusammen mit seiner Frau Monika Zelger-Klein weiter ausgebaut und bis zu seinem altersbedingten Ausscheiden aus der Universität 2004 auch geleitet hat. Sein Nachfolger war bis 2012 Stefan Neuhaus. Derzeitiger Leiter ist Michael Pilz.

## Technische Entwicklung
Bis Ende September 2000 wurde die Zeitungsausschnittsammlung des IZA als „Papierarchiv“ geführt; seither werden die Zeitungsartikel, der „Neubestand“, gescannt und mittels einer Datenbank in digitalisierter Form als PDF verwaltet. In einem Folgeprojekt wurde auch der „Altbestand“ eingescannt, sodass mittlerweile die gesamte Sammlung über die Seite des IZA einsehbar und durchsuchbar ist.
Für die technische Realisierung des Projekts DILIMAG wird auf den WebCurator zurückgegriffen. Dabei handelt es sich um eine umfassende Anwendung, die vom Internationalen Internet Preservation Konsortium in Auftrag gegeben wurde und als Open-Source-Software vorliegt. Die gesammelten Internetseiten werden schließlich in einem METS Objekt abgebildet und im digitalen Repositorium der Universität Innsbruck gespeichert.

### Zu DILIMAG
- Renate Giacomuzzi: Digitale Literaturmagazine – ein neues Feld für Forschung und Archivierung. In: Akten des XI. Internationalen Germanistenkongresses Paris 2005, Jahrbuch für Internationale Germanistik Bd. 80, S. 365–374.
- Renate Giacomuzzi: Zum Archivierungsprojekt DILIMAG – Positionen, Erfahrungen, Probleme. In: Florian Hartling / Beat Suter (Hg.): Archivierung von digitaler Literatur: Probleme – Tendenzen – Perspektiven. Frankfurt am Main u. a.: Peter Lang 2010. (= Sonderheft SPIEL: Siegener Periodicum zur Internationalen Empirischen Literaturwissenschaft. Jg. 29 [2010]. H. 1+2), S. 235–246.[6]

- Veronika Schmitt: Für das Internet geschaffen, für die Ewigkeit erhalten? Archivierung: Online-Literatur soll nicht in den Tiefen des Internets verschwinden. In: Die Presse 7. Mai 2008, S. 12.[7]